# Ramón García Hirales
Ramón García Hirales (* 10. September 1982 in La Paz) ist ein mexikanischer Boxer im Halbfliegengewicht. 

## Profikarriere
Im Jahre 2007 begann García seine Profikarriere. Am 30. April 2011 boxte er gegen Jesus Geles um den Weltmeistertitel des Verbandes WBO und siegte durch K. o. Diesen Titel verlor er allerdings bereits in seiner ersten Titelverteidigung im Oktober desselben Jahres an Donnie Nietes nach Punkten.